# 楊梅道東堂玉明屋
24°55′42″N 121°07′32″E / 24.928362°N 121.125421°E
楊梅道東堂玉明屋，是位於臺灣桃園市楊梅區瑞原里的三合院，1927年落成，在2014年計畫拆除時由文資團體爭取保留，列市定古蹟。

## 由來

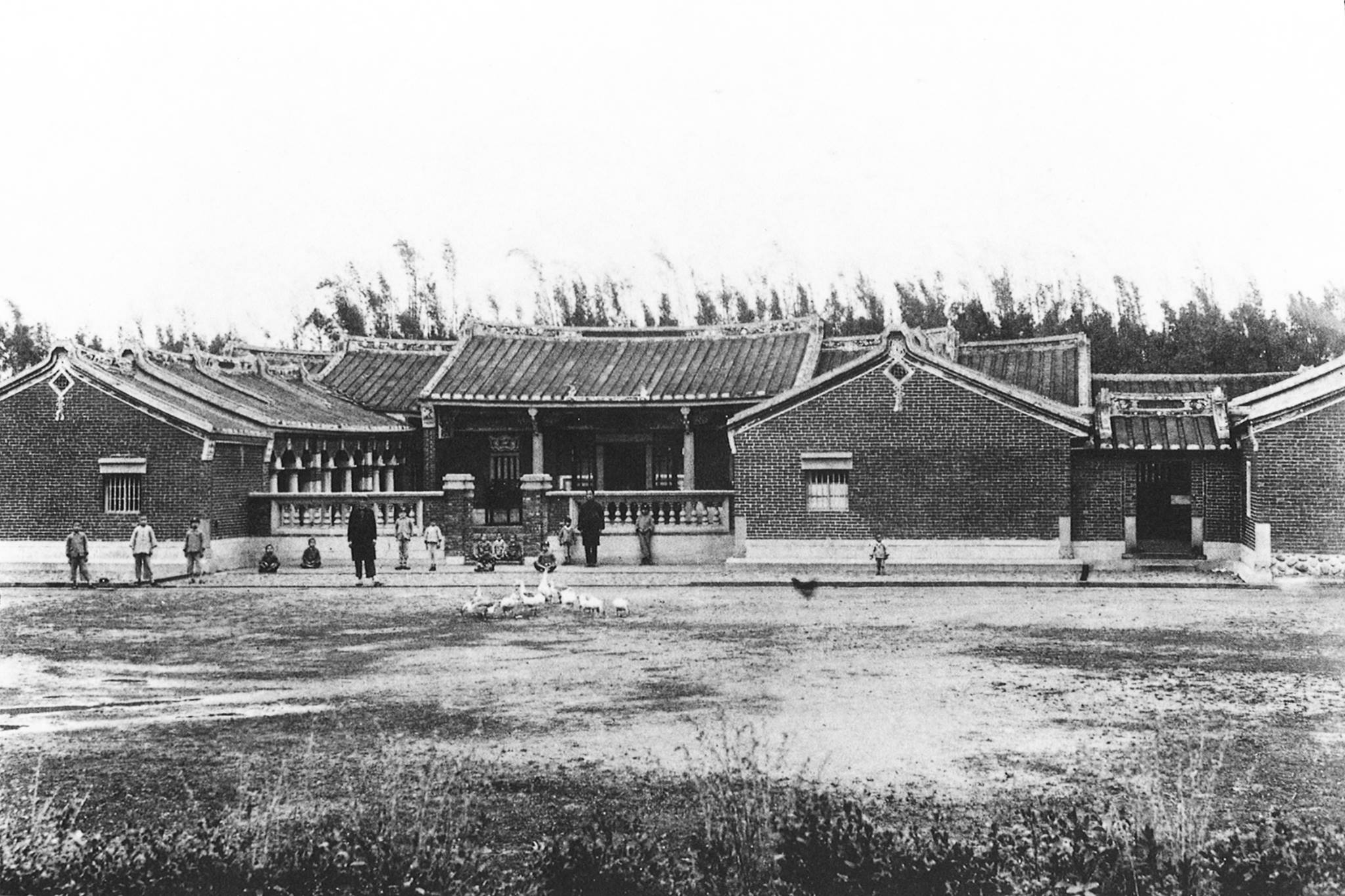
舊貌

雍正十三年（1735年），鄭大模自惠州陸豐大安墟方郭都鄭家寨遷至臺灣。他先是在北勢張姓人家作長工，後娶張家女兒，進而獲得楊梅數百甲埔地。鄭大模的5個兒子後代，大部份集中在楊梅區的水美里、瑞源里、三湖里等地。他們建有8座以「道東堂」為堂號的客家古厝，以雙堂屋、玉明屋最具知名度。其中的玉明屋是由鄭玉華妻子娘家親戚吳開及吳火獅興造，原格局為一屋五橫屋，依其正堂匾額為1927年落成。

## 建築
位於瑞原里18鄰的道東堂玉明屋，占地約340坪。周圍以莿竹林圍繞，前方設有陂塘、洗衫塭、魚池、鴨墀等水域。起造者鄭玉明有五個兒子（五房）。因人口增加，一堂五橫屋的格局先增建為一堂成八橫屋，再由第三房於右側續建一堂九橫屋。最盛時，最多曾有百多人同住。

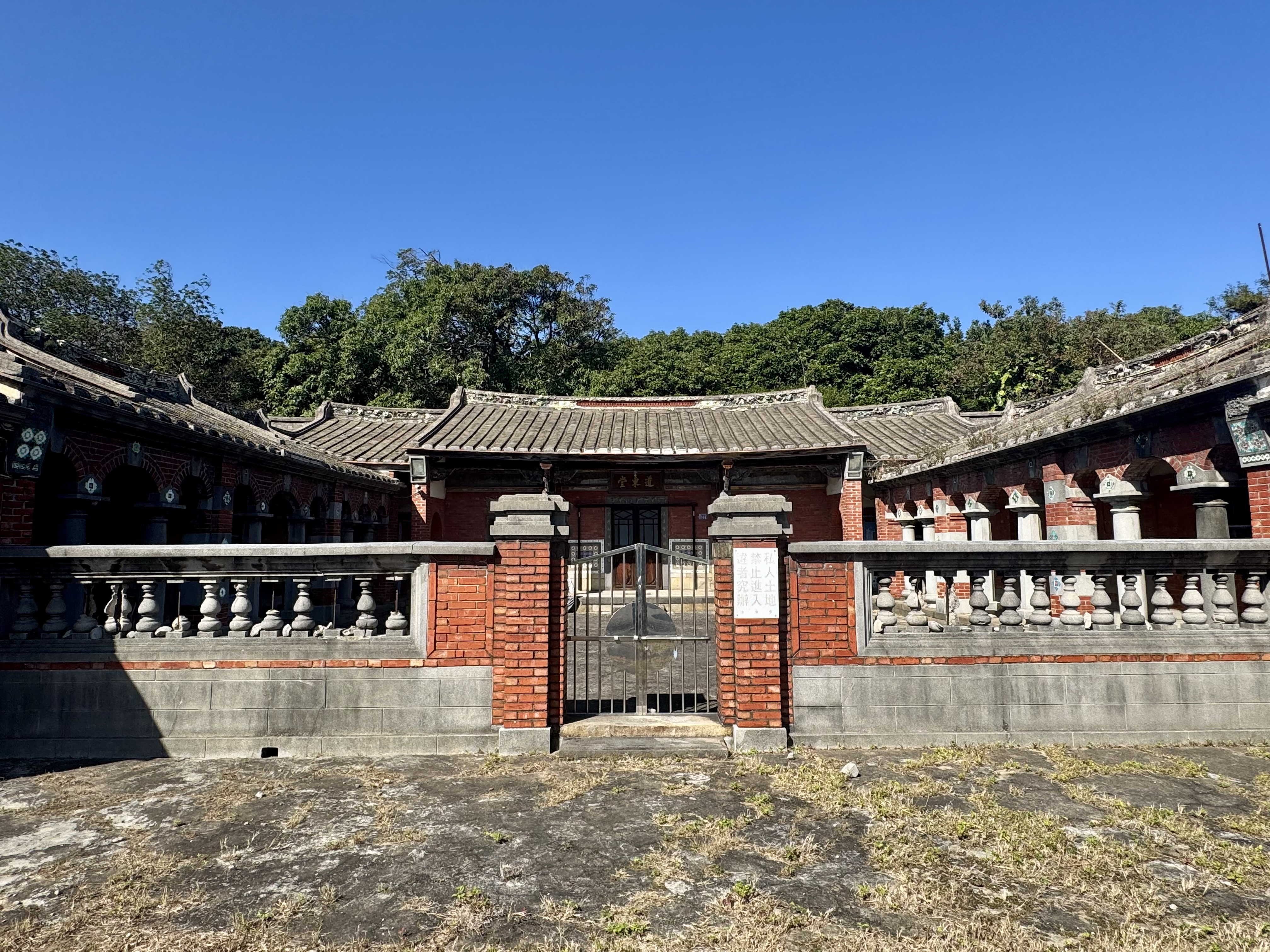
正廳前

正廳前建以院牆，以形成內外埕。三開間的正廳除採「三元及第」及「五虎下山」傳統營建、有木棟架雕刻木作裝飾外，也受當時日式建築風格影響，立面以西式拱圈加上馬約利卡磁磚及TR磚。文史工作者姚其中評論，玉明屋運用剪粘與大量彩色磁磚，與燃藜第並駕齊驅。
橫屋具有高低層次，以呈現主從關係。拱廊型式呈現英國殖民風格，簷廊各有一組磚造西洋式列柱九拱圈立面。簷廊桁架上有精緻的員光與雙獅座木雕、水車垛上交趾陶，外加玻璃遮護。
1970年代，右外二橫屋因第三房遷出，無人使用下導致全區倒塌，形成今日所見的一堂七橫屋。至2014年時，僅剩6人居住。

## 保留
2014年時，道東堂玉明屋一帶的公告地價已達每坪新台幣2萬元，市價約每坪10萬，土地總值約3億多元。當時隨著五股楊梅高架道路開通，光是楊梅端永福重劃區，3年來地市售地價從前每坪約9萬漲至14萬。蕭姓建商便以每坪7萬7千元的價格，收購道東堂玉明堂一房持有867坪、二房的853坪、四房27坪，得到左四、左三、左二橫屋全部以及左一橫屋的三分之二土地所有權。
道東堂玉明屋因僅剩三、五房不願賣地，建商便計畫於2014年8月2日先拆除左半側。為此，桃園藝文陣線在臉書發起「搶救楊梅道東堂」行動。該年7月21日，文資團體向桃園市政府文化局提出古蹟申請。7月27日，桃園縣鄉土學友會、龍潭鄉導覽協會、守護楊梅文史聯盟在內的文史工作者，前往道東堂玉明屋、雙堂屋進行田野調查影像紀錄。在族人同意下，近1百人入內參觀道東堂玉明屋。主辦單位並找來高空吊車，讓民眾從三樓高的空中俯瞰。當時擔任導覽解說的姚其中，主張建於1925年道東堂玉明屋與雙堂屋都皆具稀有性，希望提報評定為古蹟。7月29日上午，暫定古蹟處理小組於前往勘查後，當日即簽報首長建議核定暫定古蹟。

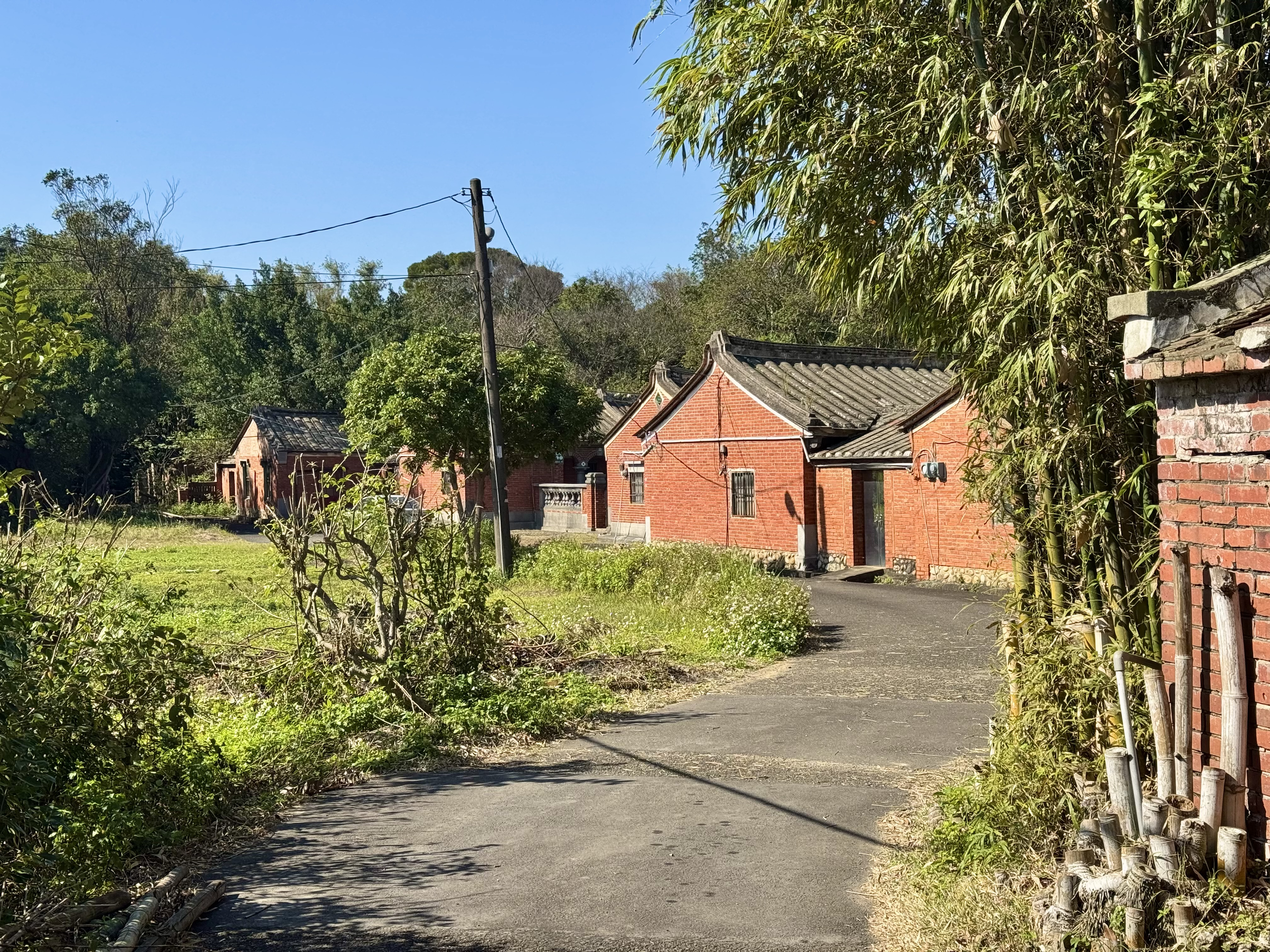
入口

2015年2月4日，公聽會上，市長鄭文燦提出以地易地、古蹟土地容積移轉獎勵、政府協議價購等3種模式，以作古蹟保留。2015年7月29日，文化局以鄭氏家族為楊梅地區重要開墾、玉明屋見證家族分房發展之歷史、建物表現該時代之地方營造技術流派特色，公告為市定古蹟。至2020年時，道東堂玉明屋礙於建物產權複雜、建地為建商所有問題，依然無法作文資管理維護。